# Wilhelmine Schröder-Devrient

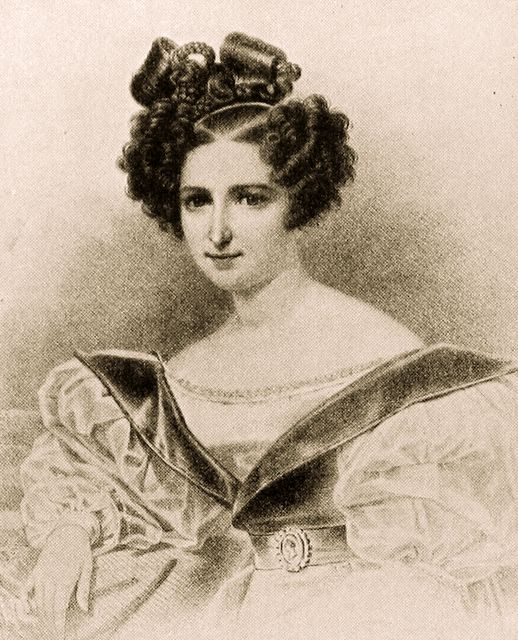
Wilhelmine Schröder-Devrient

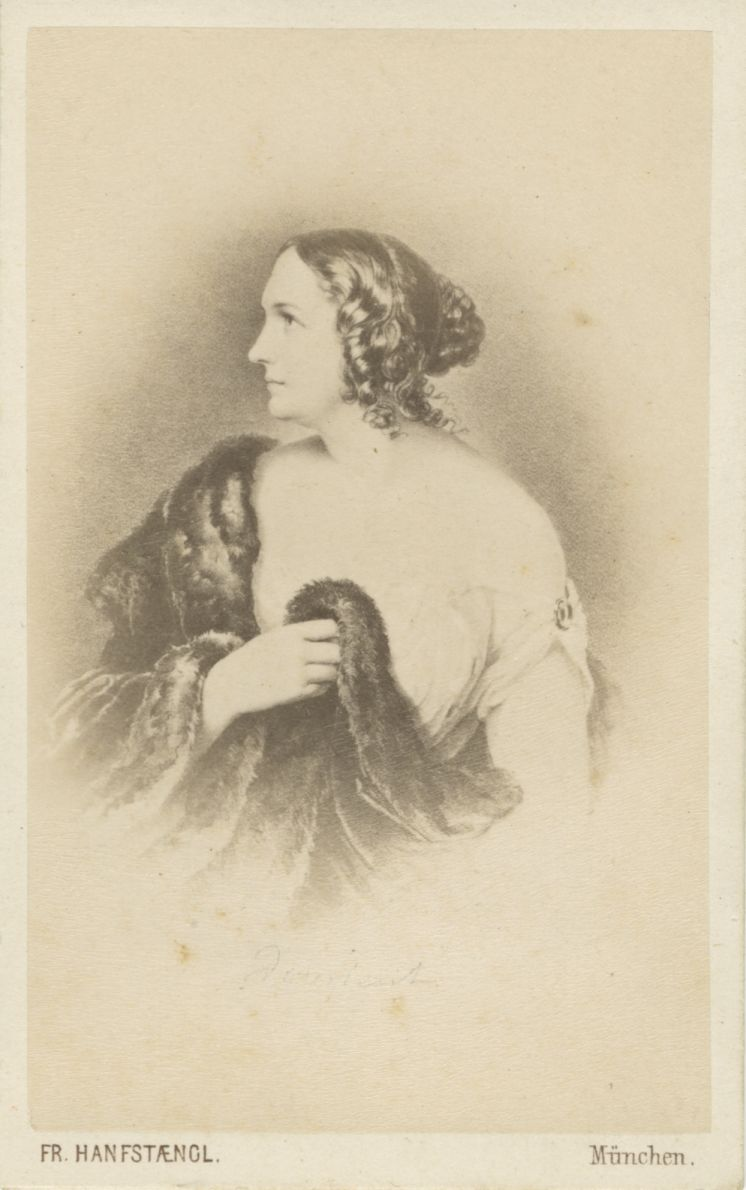
Wilhelmine Schröder-Devrient

Wilhelmine Schröder-Devrient, född 6 december 1804 i Hamburg, död 26 januari 1860 i Coburg, var en tysk operasångerska.
Hon var dotter till skådespelerskan A. S. Schröder, uppträdde redan som barn på scenen och debuterade, efter vunnen sångundervisning av J. Mozatti, 1821 i Wien, som Pamina, och vann där 1822 genom sin Fidelio med ens europeisk anseende. 1823-47 var hon engagerad i Dresden, och därefter drog hon sig tillbaka till privatlivet. 
Wilhelmine var tre gånger gift: 1823–1828 med skådespelaren Karl Devrient, 1847–1848 med en officer von Döring och från 1850 med en livländsk baron von Bock. De båda första äktenskapen upplöstes genom skilsmässa. I Paris sjöng hon första gången 1830, i England 1832, i Ryssland 1835.
Hennes sång var inte helt felfri, men genom sin uttrycksfullhet, dramatiska kraft och intelligens lär hennes framställning ha varit överväldigande. Hon skapade de högdramatiska operasångerskornas fack. Som hennes förnämsta roller ansågs, utom "Fidelio", Donna Anna i "Don Juan", Agatha i "Friskytten", Vestalen, Romeo och Euryanthe.